# Final Fantasy VII
A Final Fantasy VII (ファイナルファンタジーVII) szerepvideójáték, melyet a Squaresoft (most Square Enix) fejlesztett és a Sony Computer Entertainment adott ki. A széria hetedik részét először a PlayStationre adták ki 1997-ben, majd személyi számítógépre, Microsoft Platform alá 1998-ban. A Final Fantasy szériában ez az első, amely 3D-s technológiákat, előre renderelt karaktermodelleket, háttereket és videókat használt. Érdekessége, hogy a széria már előtte népszerű volt, ez volt az első rész amit a megjelenéskor kiadtak Európában is.
A játékban Cloud Strife volt Soldier (ami egy elit alakulat) életét kísérhetjük végig onnantól, hogy csatlakozik egy eco-terrorista csapathoz az AVALANCHE-hoz, akiknek feltett célja a világ energiamágnás Shinra cégnek az elpusztítása. A gigavállalat a bolygóban található mágikus Mako energiát szipolyozza ki, majd azt felhasználva teremt energiát, amit továbbértékesít a lakosok számára, titokban pedig, fegyverekhez és kísérletekhez használják fel. A játék előrehaladtával rengeteg negatív és pozitív társra lelhetünk, hogy szembenézzünk a játék végzetes főgonoszával Sephiroth-tal.
A játékot 1994-ben kezdték el fejleszteni és eredetileg a Super Nintendo Entertainment Systemre akarták megjelentetni, később az újdonságszámba menő Nintendo 64-re, viszont annak kazettás tárolókapacitása nem volt elég, így döntöttek az erősebb Sony Playstation mellett, amelynél így is három darab 650 megabyte-os lemezen fért el a mű (PC-n 4 darab lemezen). A produceri feladatokat Szakagucsi Hironobu látta el, míg a rendezését Kitasze Josinori. A zenéjét Final Fantasy-veterán Uemacu Nobuo, míg a sorozat hosszú ideje szereplőtervező Amano Jositakát pedig felváltotta Nomura Tecuja.
A játék nemcsak a videójátékok korát rengette meg alapjaiban, de a JRPG, az anime, manga és a cosplay tömeges elterjedéséért is közvetve felelős. A Final Fantasy VII-ből több mint 10 millió példányt adtak el világszerte, érkezett hozzá, egy nagyszabású CGI animációs film, a Final Fantasy VII: Advent Children és annak egy bővített változata Final Fantasy VII: Advent Children Complete.
2020. április 10. kiadták a Final Fantasy VII Remake változatát, ami ez még csak az első része. A második rész még készülőben van.

## Fontosabb szereplők
Cloud Strife (ex-Soldier)
Viharos életű, zárkózott fiatal, aki elmondása szerint a Soldier elit alakulat első osztályú katonája volt. Nibelheim-ben született, ahol gyerekkori barátjával Tifa Lockhart-al nőtt fel. A történet során kiderül, hogy amnéziája miatt megzavarodott, s régi barátja, Zack Fair (aki valóban első osztályú Soldier volt) különös élettörténetét mesélte el sajátjaként. A cselekmény előrehaladtával beleszeret Aerith Gainsborough-ba, a virágárus lányba, akivel különös zárkózott románc veszi kezdetét, ami sajnos túl hamar és tragikusan ér véget.
Cloud, Zack-hez hasonló harcmodort űz, hatalmas pallosával (Buster Sword) veti bele magát a harcba, akrobatikus mozgásokkal és különös gyorsasággal küzd. Külső szemmel elég deviáns és öncélú, láthatóan még magával és a saját hazugságaival is küzd.
Aerith Gainsborough
Az ősi Cetra-faj utolsó élő leszármazottja, aki Midgar alatt, a romok közt él egy templomban, ahol virágokat nevel. A később kiadott, de előtörténetként szolgáló játékban (2008-ban kiadott Crisis Core: Final Fantasy-ban)megismerkedik Zackkel és bizalmas viszony alakul ki köztük. Zack biztatására virágárusításba kezd Midgar-szerte. Az AVALANCHE első akciójában résztvevő, éppen menekülő Clouddal Midgar egyik szökőkútjánál találkozik először, később pedig a virágoskertjeként szolgáló templomban ápolja az eszméletlen Cloud-ot. Miután az felépül és otthagyja a lányt, hogy ne keverje bajba. Ám a város nyomornegyedének szélén Aerith utoléri, ahol meglátják, hogy Tifát rabláncon viszik a helyi keresztapa elé. Először csak a lány kiszabadítására csatlakozik, de az események olyan gyorsan követik egymást, hogy úgy dönt Clouddal marad és segíti őt. A játék első fejezetének végén meghal, Sephiroth megöli.
Tifa Lockhart
Nibelheim-ben nőtt fel, Cloud mellett. Úri lányként zongorázni tanult. Figyeli és istápolja Cloudot, tanácsokkal látja el és talán titokban szerelmes is belé. Felnőttként Barret mellett dolgozik egy bárban, kitűnő kickbox harcos és odaadó védelmezője Marlene-nek.
Barret Wallace
Az AVALANCHE vezére, hatalmas robusztus férfi, az egyik karján egy fegyverprotézissel. Agresszív és forrófejű, de a barátaiért bármikor tűzbe megy, arany szíve van és mindenekfelett igazságos nyers stílusa ellenére. Szeme fénye Marlene, a kislánya, akiért városokat mészárolna le.
Red XIII
Születési nevén Nanaki, aki a Cosmo Canyonban született. Külsejét tekintve egy oroszlánra hasonlít aki rendkívüli intelligenciával rendelkezik. A csapat, a Shinra főhadiszállásán találja meg, egy kísérleti kapszulában, a neve is a projekt nevére utal (Piros 13.). A csapat kiszabadítja és hálából csatlakozik hozzájuk.
Cait Sith
Shinra kém, aki egy édes macska formájában van jelen és egy roboton ülve kószál a világban. Hőseinkkel a Gold Saucer-ben találkozik, ahol rámenősen csatlakozik a csapathoz. Több esetben is feltűnően viselkedik, de miután kiderül róla, hogy kém, megbánása jeléül feláldozza magát a csapatért, majd meglepve őket új robottal később visszatér. Ezután nem kémkedik többet, teljes erejével támogatja a csapatot.
Cid Highwind
Mogorva pilóta, aki a Shinrának dolgozik mint repülés és űrkutató. Van egy hatalmas rakétája Rocket Town-ban, amit folyamatosan épít, szerel. Egyszer lett volna lehetősége kirepülni az űrbe, de az egyik stabilizátor nem volt megbízható így az asszisztense titokban azt javította az indulás előtt. Cid, hogy ne essen baja az asszisztensnek leállította a kilövést, de a Shinra nem adott több pénzt a kutatásra. Így mindenkivel mogorva, de belül aranyszívű Cid a rakétájába feledkezve gyűlöli a világot, míg nem egyszer a csapat megérkezésével nagy kavalkád közepette segít megszöknie a többieknek, kalandvágyból és közös Shinra ellenes nézetek miatt velük tart.
Yuffie Kisaragi
Yuffie az első titkos karakter. Többször összefuthatunk vele erdőkben és réteken, ahol ellopja a matériánkat. Ha sikerül elkapnunk, egy szóváltás során rábírhatjuk, hogy csatlakozzon hozzánk. A fiatal lány, kalandvágyból csatlakozik, de többször is bajt kever a fegyelmezetlenségével. Mint utóbb kiderül, a Wutai nevű város vezetőjének a lánya, aki ékes és sablonos példát követve egy komoly vezető embernek, feketebárány típusú gyermeke.
Vincent Valentine
A második titkos karakter, akit a Nibelheim-i kúria alagsorában tudunk kiszabadítani koporsójából. Vincent egy igazán szarkasztikus, nagy tudású, komoly harci erőkkel rendelkező személy, akinek tragikus szerelmi előtörténete bélyegzi meg viselkedését. Nem beszél sokat, lényegre törő és rendületlenül segíti a csapat munkáját.
Sephiroth
A játék főgonosza, régen egy legendás hős volt egészen a Nibelheim-i megbízásig, amikor megtudta hogy a többi Soldierhez hasonlóan őt is Jenova sejtekkel hozták létre. A történtek után Sephiroth egy könyvtárba zárkózott és végigolvasta az összes könyvet, magyarázatért a bolygóról, Jenováról és a múltjáról. Végül Sephiroth nagyon megváltozott és lemészárolta az összes falu lakót és elindult kiszabadítani az "anyját" Jenovát (Jenova nem a vér szerinti anyja Sephiroth-nak, az igazi anyja Lucrecia). Végül Cloud megjelent és legyőzte Sephiroth-ot, ezzel megbosszulva a szülőhazáját és az édesanyját. 5 évvel később visszatért és hőseink halálát tervezi.